# St. Kilian (Bad Liebenstein)

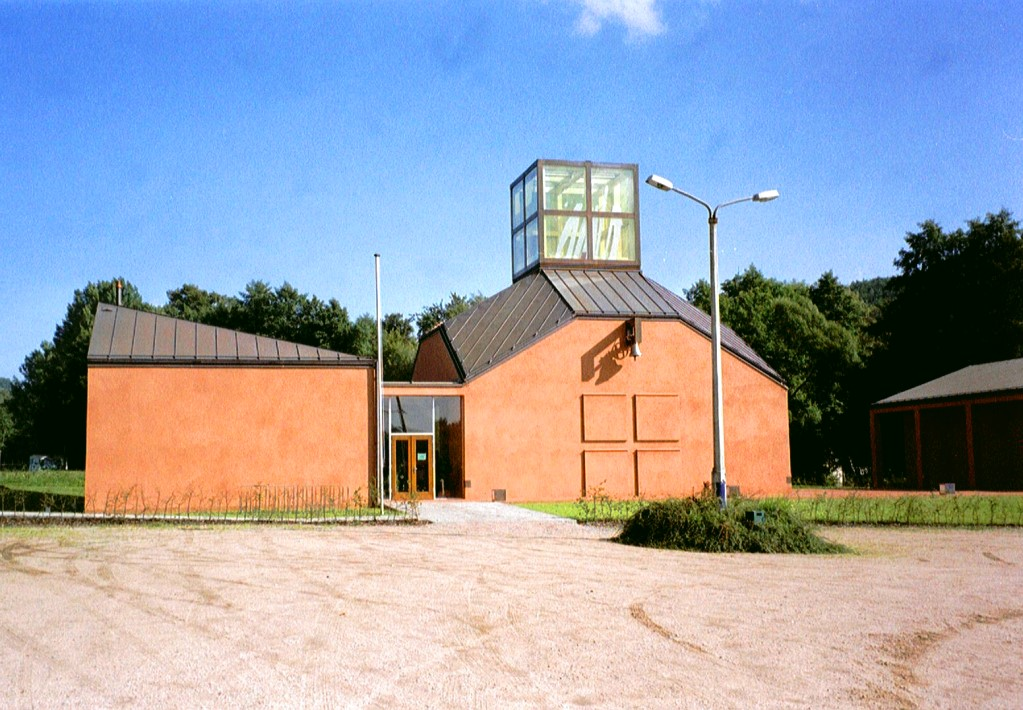
Gesamtansicht von Süden

Die römisch-katholische Filialkirche St. Kilian steht in Bad Liebenstein im thüringischen Wartburgkreis. Sie ist Filialkirche der Pfarrei St. Elisabeth Eisenach im Dekanat Meiningen des Bistums Erfurt. Sie trägt das Patrozinium der heiligen Kilian.

## Lage
Kirche ist Teil eines Gemeindezentrums und befinden sich in Bad Liebenstein an der Ruhlaer Straße.

## Geschichte
Erst seit dem Zweiten Weltkrieg existiert durch eine hohe Zahl zugezogener Heimatvertriebener eine kleine katholische Gemeinde in Bad Liebenstein, die sich im ehemaligen katholischen Kurheim Maria Regina eine Kapelle einrichtete.
Der Bau eines eigenen Gotteshauses konnte erst nach der Wende verwirklicht werden. Hierzu wurde 1997 ein Architekten-Wettbewerb durchgeführt, den das Saarbrücker Architekturbüro Alt-Britz gewann. Der Grundstein wurde am 21. Mai 1999 gelegt und das Richtfest am 3. November im selben Jahr gefeiert. Die Weihe der Kirche erfolgte am 9. Juli 2000 durch Bischof Joachim Wanke. Seit 2008 ist die Kirche St. Kilian durch Zusammenschluss mit der katholischen Kirchgemeinde St. Andreas in Bad Salzungen deren Filialkirche. Sie teilt sich ihren Pfarrer mit der Pfarrkirche in Bad Salzungen; dieser wird von einem Klinikseelsorger, der für die Rehabilitationskliniken zuständig ist, unterstützt. Beerdigungen wurden auf den drei bekannten Liebensteiner Friedhöfen vollzogen, die Evangelische und Katholiken gemeinsam nutzten und nutzen.

## Architektur

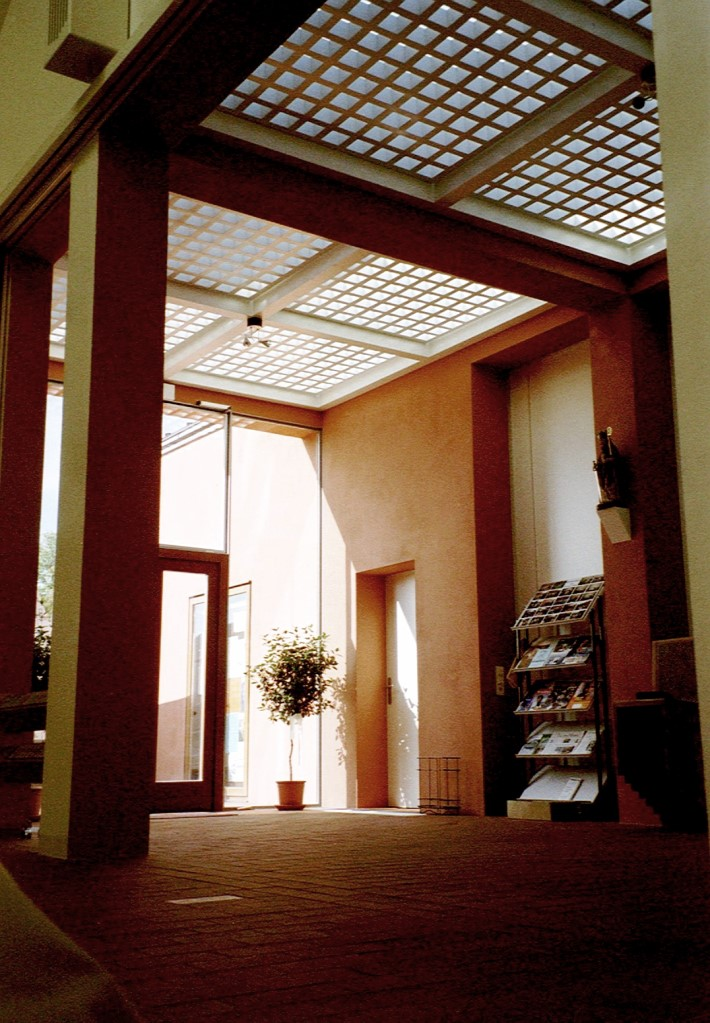
Foyer

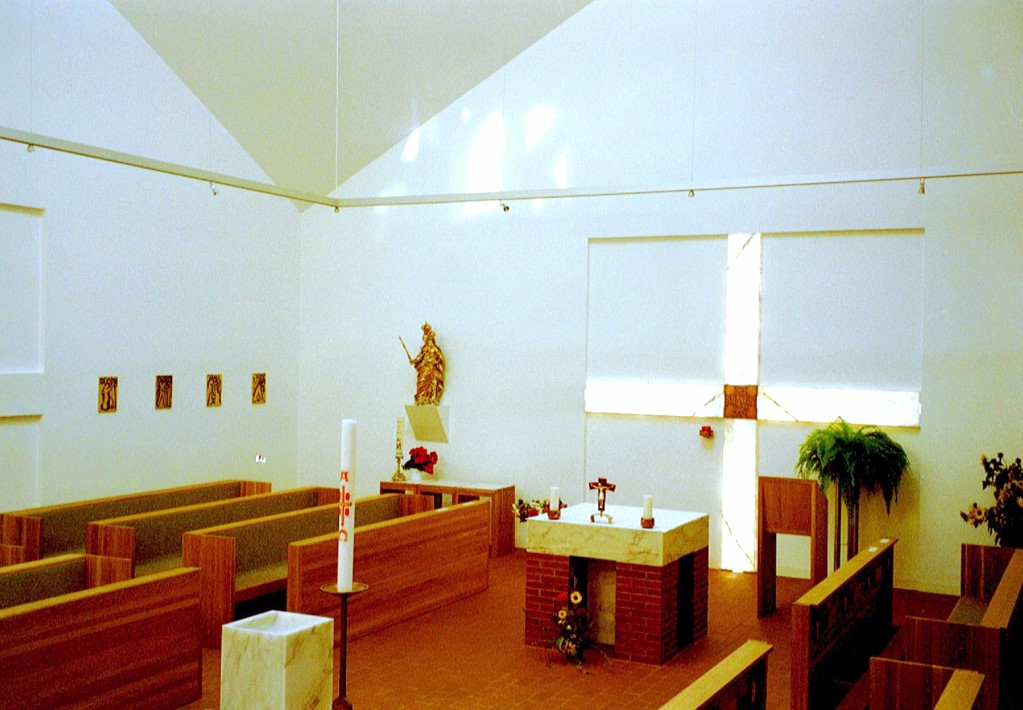
Kirchenraum

Die Kirche wurde vom Saarbrücker Architekten Peter Alt entworfen. Sie ist ein Bauwerk der Moderne und bietet Platz für mehr als 250 Besucher.
Das äußerlich schlichte, turmlose Gebäude kennzeichnet ein markanter würfelförmiger Fensteraufsatz mit farbig gestalteten Glasscheiben, der das Innere in einen goldig-warmen Lichtton taucht.

Dem quadratischen Gebäudegrundriss liegt die Vorstellung vom himmlischen Jerusalem aus der Offenbarung des Johannes zu Grunde, die sich auch in vielen Bauteilen und Ausstattungsgegenständen durch ein aus vier Quadraten gebildetes stilisiertes Kreuz widerspiegelt.
Die mit dem Kirchenvorstand und der Gemeinde geführten Debatten über die Gestaltung des Baus waren notwendig und hilfreich, da die Architektur nicht den traditionellen Vorstellungen von einer Kirche entspricht. Die Kirchenbänke, -tische und -stühle wurden von der örtlichen Tischlerei Fleischer GbR erstellt.
Allein die Stellung der Sitzbänke längs zum Altar schafft bereits eine andere Gemeinsamkeit beim Gottesdienst, äußerte der erste Pfarrer der Kirche Horst Kaspar.

Die Akzeptanz dieses modernen Bauens in der Gemeinde sei inzwischen vorhanden.